# Será porque te amo
A Será porque te amo az olasz Ricchi e Poveri együttes Sarà perché ti amo című 1980-as évekbeli slágerének spanyol nyelvű feldolgozása, amelyet legelőször ők is énekeltek. Szerzői Dario Farina, Daniele Pace, Luis Gómez Escolar és Enzo Ghinazzi. A cím jelentése spanyolul és olaszul: „Azért, mert szeretlek”. A dalt később számos más előadó is feldolgozta spanyol nyelven különböző stílusokban, legutóbb az ismert mexikó énekesnő, Thalía a 2008-ban kiadott Lunada című nagylemezén, amelynek egyben második rádiós kislemeze Mexikóban és Latin-Amerika országaiban.
A dal stílusára nézve romantikus disco-popzene, melynek fő témája a szerelem. Bár szövege nem teljesen egyezik az olasz nyelvű változatéval, de ez a dal tartalmának lényegén nem változtat. A Thalía-féle feldolgozás hangszerelése hasonló az eredetihez, némiképp modernebb zenei elemekkel.